# Kalmar län
Kalmar län, provincie Kalmar, is een län, een provincie in het zuidoosten van Zweden aan de Oostzee. Kalmar län grenst aan de provincies Kronobergs län, Jönköpings län, Blekinge län en Östergötlands län. De hoofdstad is Kalmar. Het eiland Öland in de Oostzee is ook onderdeel van de provincie.
De oppervlakte van de provincie bedraagt 11.171 km², dat is 2,7% van de totale oppervlakte van Zweden.

## Bestuur
Kalmar län heeft, zoals alle Zweedse provincies, een meerduidig bestuur. De landshövding vertegenwoordigt binnen de provincie de landelijke overheid. Deze heeft een eigen ambtelijk apparaat, de länsstyrelse. Daarnaast bestaat de landsting, dat feitelijk een eigen orgaan is naast het län, en dat een democratische bestuur, de landstingsfullmäktige, heeft dat om de vier jaar wordt gekozen.

### Landshövding
Peter Sandwall is sinds september 2020 de vertegenwoordiger van de rijksoverheid in Kalmar län.

### Landsting
De Landsting, Zweeds: Kalmar län landsting, wordt bestuurd door de landstingsfullmäktige die sinds 2006 uit 67 leden bestaat. Door de landstingfullmäktige wordt een dagelijks bestuur, de landstingsstyrelsen, gekozen. Hierin heeft de raad, bestaande uit de Sveriges Socialdemokratiska Arbetareparti, Centerpartiet en Liberalerna, zeven leden en de oppositie acht leden.
Bij de laatste verkiezingen, in 2018, was de zetelverdeling in de landstingsfullmäktige:
- Vänsterpartiet: 4
- Sveriges Socialdemokratiska Arbetareparti: 25
- Sverigedemokraterna: 10
- Centerpartiet: 8
- Liberalerna: 3
- Kristdemokraterna: 7
- Moderata_samlingspartiet: 10

## Gemeenten
De volgende liggen gemeenten in Kalmar län:
| - Borgholm - Emmaboda - Högsby - Hultsfred - Kalmar - Mönsterås | - Mörbylånga - Nybro - Oskarshamn - Torsås - Västervik - Vimmerby |

Blekinge län · Dalarnas län · Gävleborgs län · Gotlands län · Hallands län · Jämtlands län · Jönköpings län · Kalmar län · Kronobergs län · Norrbottens län · Örebro län · Östergötlands län · Skåne län · Södermanlands län · Stockholms län · Uppsala län · Värmlands län · Västerbottens län · Västernorrlands län · Västmanlands län · Västra Götalands län